# Морино (Италия)
Морино (итал. Morino) — коммуна в Италии, расположена в регионе Абруццо, подчиняется административному центру Л’Акуила.
Население составляет 1531 человек (на 2005 г.), плотность населения составляет 29,13 чел./км². Занимает площадь 52,55 км². Почтовый индекс — 67050. Телефонный код — 0863.
В коммуне 8 сентября особо празднуется Рождество Пресвятой Богородицы.